# 山階基
山階 基（やましな もとい、1991年 - ）は日本の歌人。広島県出身。

## 歌歴
- 2010年、早稲田大学短歌会に入会。

- 2013年、未来短歌会に入会、黒瀬珂瀾選歌欄「陸から海へ」に参加（2018年退会）。

- 2014年、短歌同人誌『穀物』を創刊。

- 2016年、第59回短歌研究新人賞次席（「長い合宿」30首）。

- 2017年、2016年度未来賞受賞（「ほとり」20首）。第28回歌壇賞候補（「火の日々」30首）。

- 2018年、第64回角川短歌賞次席（「コーポみさき」50首）。第6回現代短歌社賞次席（「風にあたる」300首）。
- 2019年、第一歌集『風にあたる』（短歌研究社）を出版。
- 2023年、第二歌集『夜を着こなせたなら』（短歌研究社）を出版。
- 2024年、NHK広島放送局で放送中の「ひるまえ直送便」内のコーナー「ひるまえ短歌」[1]の選者に4月放送分から就任（前任は東直子）。『夜を着こなせたなら』が2024年度日本歌人クラブ東京ブロック優良歌集賞[2]に決定する。

## 作品リスト

### 歌集
- 『風にあたる』（短歌研究社、2019年7月）
- 『夜を着こなせたなら』（短歌研究社、2023年11月）

### 雑誌掲載
商業誌
- 「コーポみさき」（50首） - 『短歌』2018年11月号
- 「短歌時評 作品の外、わたしの周囲」 - 『短歌研究』2020年1月号
- 「短歌時評 振り返る、何度も立ち止まる」 - 『短歌研究』2020年2月号
- 「短歌時評 ひとりひとりであるために」 - 『短歌研究』2020年3月号
- 「過去と現在を短歌で結びつける。」 - 『BRUTUS』2021年1月15日号
- 「逃げ水の涸れないうちに」（30首） - 『短歌研究』2021年6月号
- 「鏡の奥へ振り返る」 - 『文學界』2021年8月号

## リンク
山階基のウェブサイト 凧の糸